# Tyrrell 003
El Tyrrell 003 fue un monoplaza de Fórmula 1 desarrollado por el constructor británico Tyrrell Racing. Fue utilizado en casi toda la temporada 1971 y parte de la 1972 por Jackie Stewart. 1971 significó el segundo título para el piloto escocés y el primero para el constructor inglés en F1.
Debutó en la segunda competencia de la temporada 1971, en Montjuïc, siendo la primera de las cinco victorias que obtuvo en las seis primeras carreras que disputó el 003. Luego volvió a puntuar en las últimas dos carreras del año. Dio un total de 67 de los 73 puntos que coronaron a Stewart, y 54 de los 73 que hicieron a Tyrrell campeón de constructores, quienes también contaban con François Cevert en un Tyrrell 002.
En la siguiente temporada volvió a ser utilizado únicamente por Jackie, en seis ocasiones, ganando en Argentina y Francia, y aportando para que Stewart-Tyrrell fueran subcampeones de sus torneos, detrás de Fittipaldi-Lotus, respectivamente.

## Resultados

### Fórmula 1
(Clave) (negrita indica pole position) (cursiva indica vuelta rápida)

| Año     | Motor                    | Neu. | Piloto         | 1   | 2   | 3   | 4   | 5   | 6   | 7   | 8   | 9   | 10  | 11  | 12  | Puntos | Pos. |
| ------- | ------------------------ | ---- | -------------- | --- | --- | --- | --- | --- | --- | --- | --- | --- | --- | --- | --- | ------ | ---- |
| 1971    | Ford Cosworth DFV 3.0 V8 | G    |                | RSA | ESP | MON | NED | FRA | GBR | GER | AUT | ITA | CAN | USA |     | 73†    | 1.º  |
| 1971    | Ford Cosworth DFV 3.0 V8 | G    | Jackie Stewart |     | 1   | 1   | 11  | 1   | 1   | 1   | Ret | Ret | 1   | 5   |     | 73†    | 1.º  |
| 1972    | Ford Cosworth DFV 3.0 V8 | G    |                | ARG | RSA | ESP | MON | BEL | FRA | GBR | GER | AUT | ITA | CAN | USA | 51‡    | 2.º  |
| 1972    | Ford Cosworth DFV 3.0 V8 | G    | Jackie Stewart | 1   | Ret | Ret |     |     | 1   | 2   | 11  |     |     |     |     | 51‡    | 2.º  |
| Fuente: |                          |      |                |     |     |     |     |     |     |     |     |     |     |     |     |        |      |

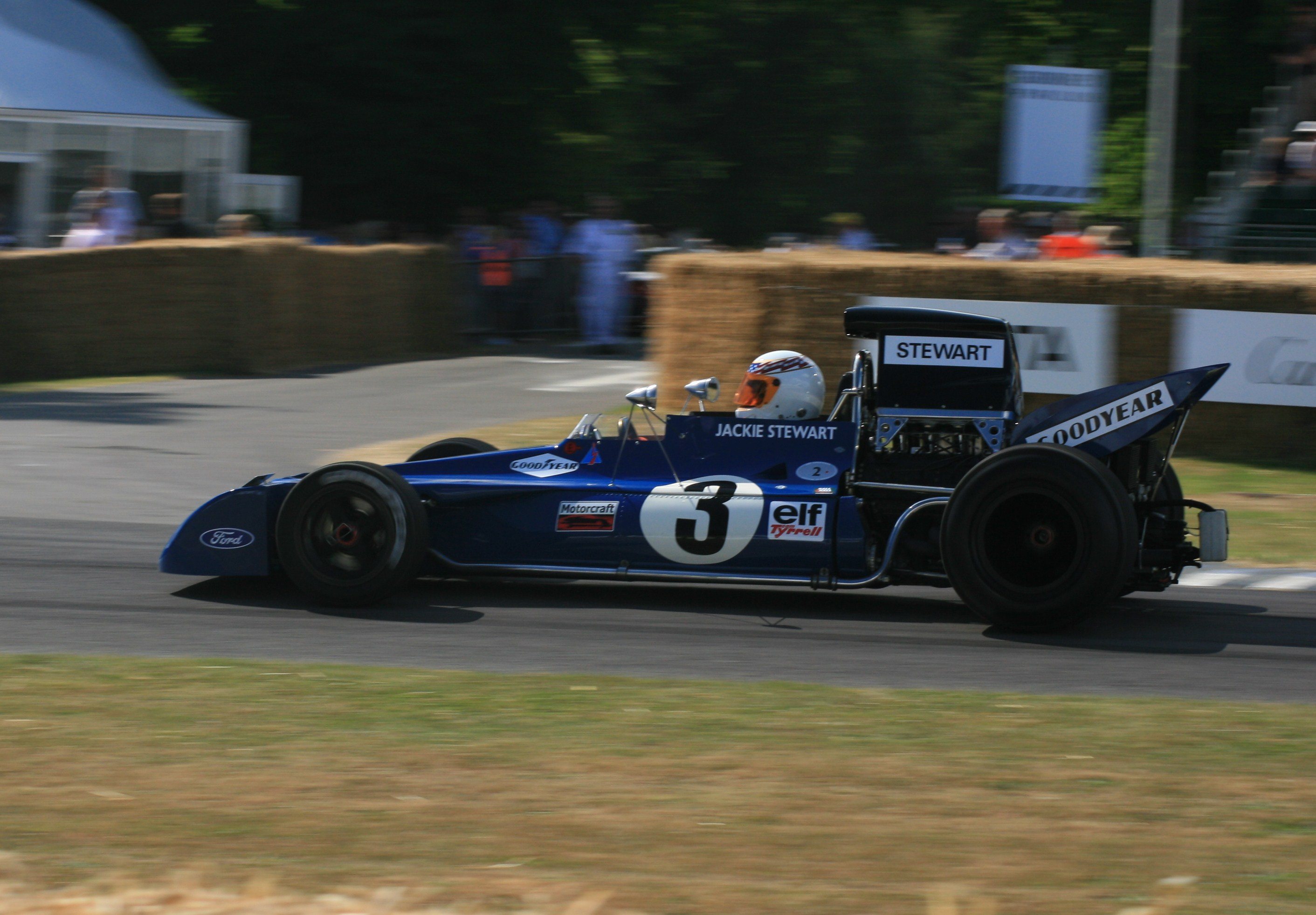
Tyrrell 003 en Goodwood Festival of Speed 2009.

- †19 puntos obtenidos por el Tyrrell 001 y el Tyrrell 002.
- ‡27 puntos obtenidos por el Tyrrell 002, el Tyrrell 004 y el Tyrrell 005.